# Anemone stolonifera
Anemone stolonifera är en ranunkelväxtart som beskrevs av Carl Maximowicz. Anemone stolonifera ingår i släktet sippor, och familjen ranunkelväxter. Inga underarter finns listade i Catalogue of Life.

## Bildgalleri

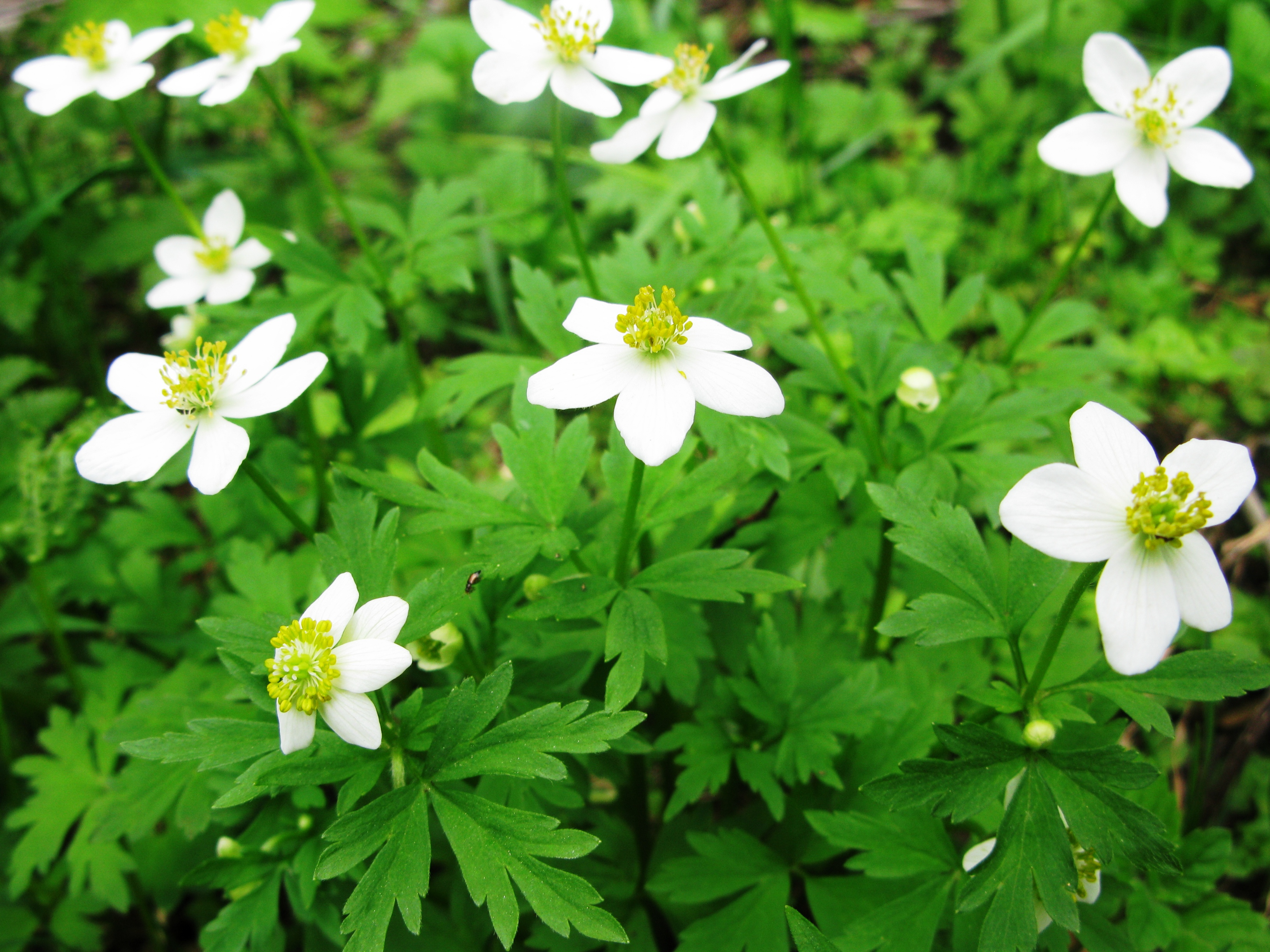
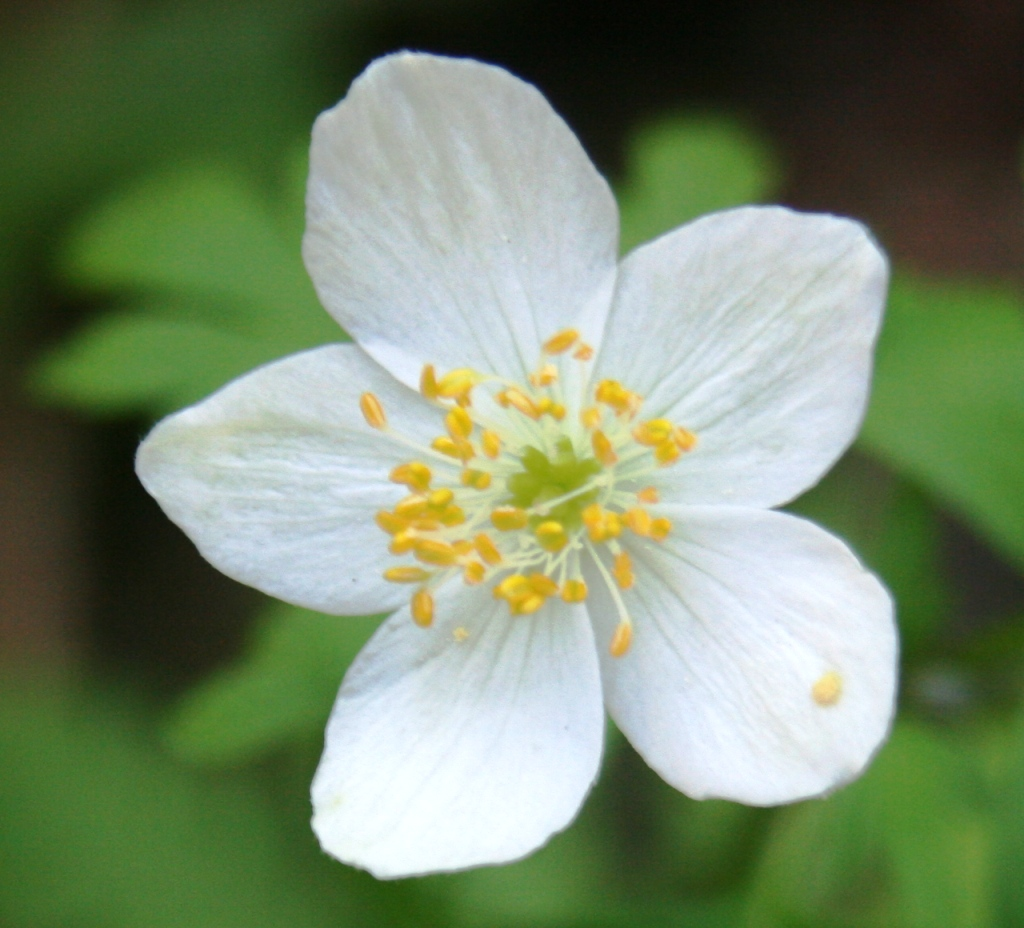
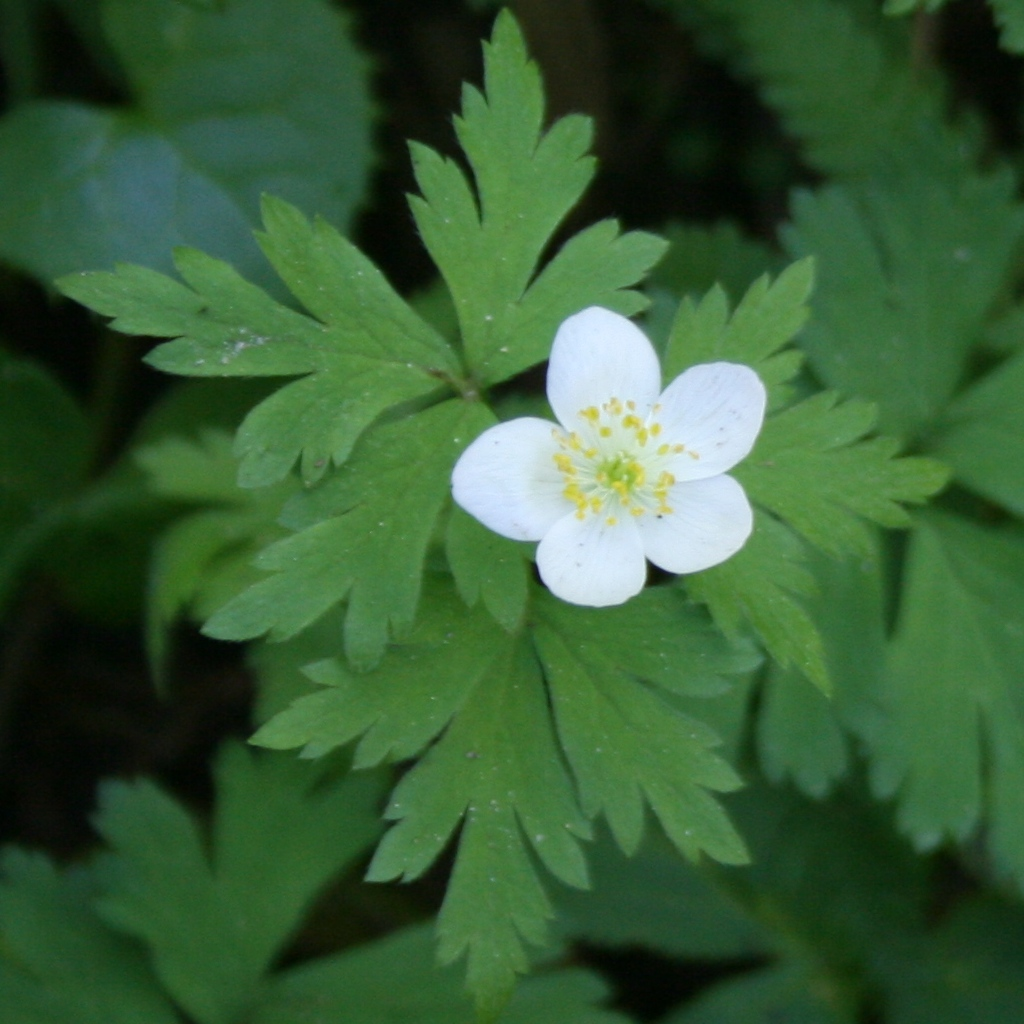